# Theridion adrianopoli
Theridion adrianopoli là một loài nhện trong họ Theridiidae.
Loài này thuộc chi Theridion. Theridion adrianopoli được miêu tả năm 1915 bởi Drensky.